# 에스가로스

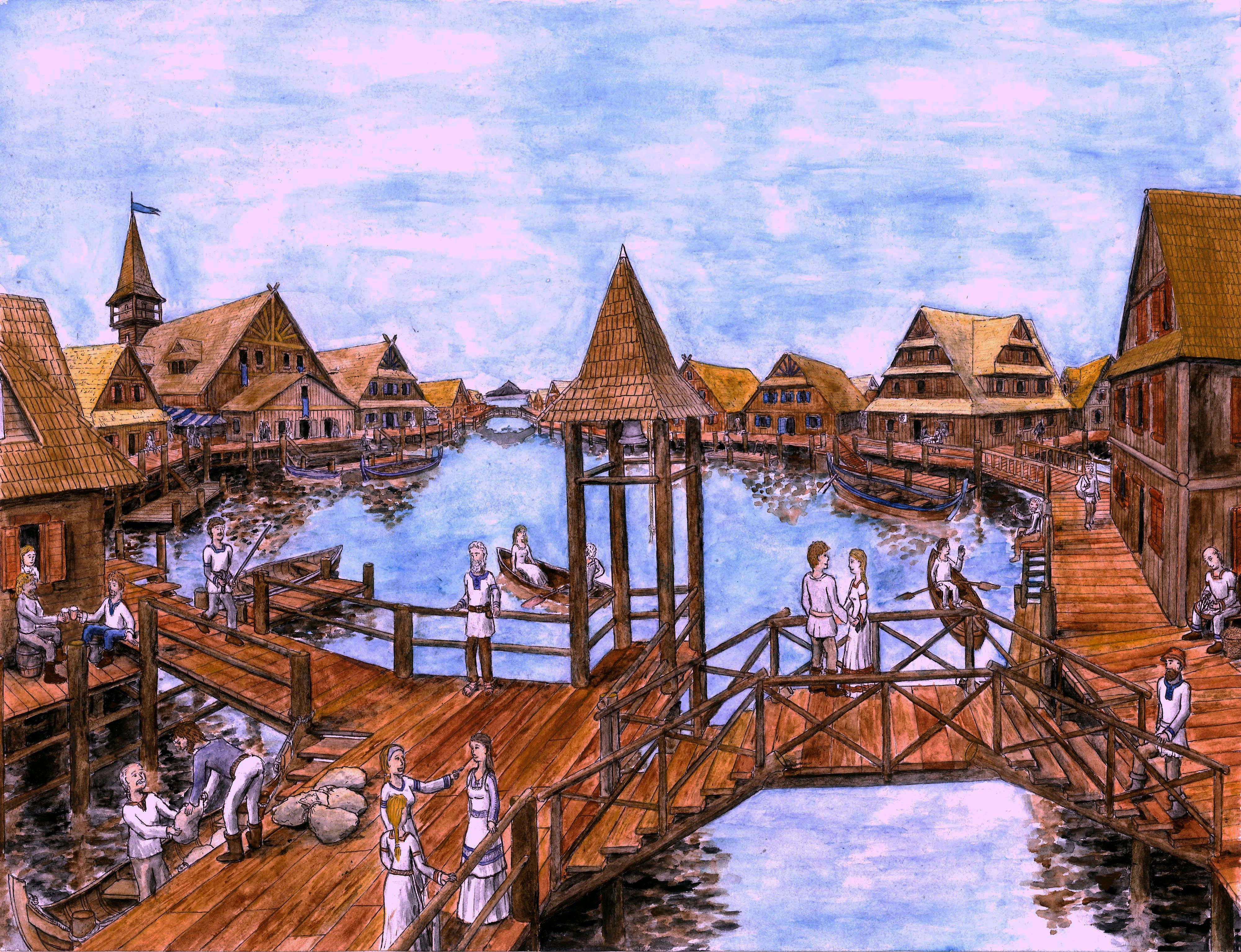
에스가로스의 모습.

에스가로스(Esgaroth) 또는 호수 마을은 J. R. R. 톨킨의 1937년 판타지 소설 호빗에 등장하는 가상의 도시이다. 도시는 물위에 모두 나무로 지은 형식이며, 외로운 산의 남쪽, 어둠숲의 동쪽에 있다. 이곳의 번성기는 난쟁이와 요정간의 무역이 잦았을 때로 추정된다. 에스가로스 주민들의 운송 수단 및 이동 수단은 배라고 한다.
호빗 때 등장하는 시점에서 에스가로스는 거의 폐허였으며, 왕이 없는 공화국으로 보였다. 에스가로스의 영주는 "늙고 지혜로운" 사람을 뽑았다고 하며, 자본주의의 비판으로 일부 해석되었다. 톨킨은 19세기 알프스 근처에서 발견된 신석기 시대의 유물을 보고 에스가로스를 만들었다고 한다.